# Starquake
Starquake is een computerspel dat werd ontwikkeld en uitgegeven door de Engelse softwareproducent Bubble Bus Software. Het spel kwam in 1984 uit voor de Commodore 64. Voor de commodore werd het spel geprogrammeerd door Nick Strange en was de muziek van Steve Crow. Later werd het computerspel uitgegeven voor andere homecomputers, zoals de MSX, de Atari en de ZX Spectrum.
De speler wordt als BLOB (Bio-Logically Operated Being) naar een onstabiele planeet gestuurd en heeft te taak te voorkomen dat deze explodeert. Hij moet hiervoor een aantal items verzamelen uit de kern van de planeet. Welke items is elke keer als het spel gestart wordt anders. Het spel heeft 512 schermen in een 16x32 patroon. Het spel heeft een teleport-systeem waardoor snel van de ene naar de andere plek gereisd kan worden. Ook zijn er platforms, die na enige tijd verdwijnen. De vijanden zijn intelligent en worden onvoorspelbaarder naarmate je dichter bij de kern van de planeet komt.
Het spel kan door maximaal één persoon gespeeld worden.

## Platforms
| Jaar | Platform                      |
| ---- | ----------------------------- |
| 1984 | Commodore 64                  |
| 1985 | Atari 8-bit, MSX, ZX Spectrum |
| 1986 | Amstrad CPC                   |
| 1987 | BBC Micro                     |
| 1988 | Atari ST, DOS                 |
| 2011 | iPad, iPhone                  |

## Ontvangst
| Beoordeeld door                | Platform     | Datum          | Score |
| ------------------------------ | ------------ | -------------- | ----- |
| Sinclair User                  | ZX Spectrum  | november 1985  | 100%  |
| Computer and Video Games (CVG) | Commodore 64 | juni 1986      | 100%  |
| Crash!                         | ZX Spectrum  | november 1985  | 96%   |
| Crash!                         | ZX Spectrum  | september 1988 | 91%   |
| Sinclair User                  | ZX Spectrum  | mei 1988       | 80%   |
| Amstrad Action                 | Amstrad CPC  | juli 1986      | 80%   |
| ST Action                      | Atari ST     | juli 1988      | 69%   |
| Your Spectrum                  | ZX Spectrum  | december 1985  | 57%   |